# سفين أوفه هانسون
سفين أوفه هانسون (بالسويدية: Sven Ove Hansson)‏ هو بروفيسور سويدي، ولد في 1951.

## وصلات خارجية
- الموقع الرسمي